# Agape chloropyga
Agape chloropyga es una  especie de lepidóptero perteneciente a la familia Erebidae. Es originario desde  Malasia al este de Australia, incluido Borneo y Papua Nueva Guinea.
Tiene una envergadura de 60 mm.
Las larvas se alimentas de las hojas de especies de Moraceae, incluido Ficus macrophylla y Ficus microcarpa.